# Wisznice (gmina)
Wisznice (do 1928 gmina Horodyszcze) – gmina wiejska w województwie lubelskim, w powiecie bialskim. W latach 1975–1998 gmina położona była w województwie bialskopodlaskim.
Siedziba gminy to Wisznice.
Według danych z 30 czerwca 2004 gminę zamieszkiwało 5249 osób.

## Struktura powierzchni
Według danych z roku 2002 gmina Wisznice ma obszar 173 km², w tym:
- użytki rolne: 72%
- użytki leśne: 21%

Gmina stanowi 6,28% powierzchni powiatu.

## Demografia

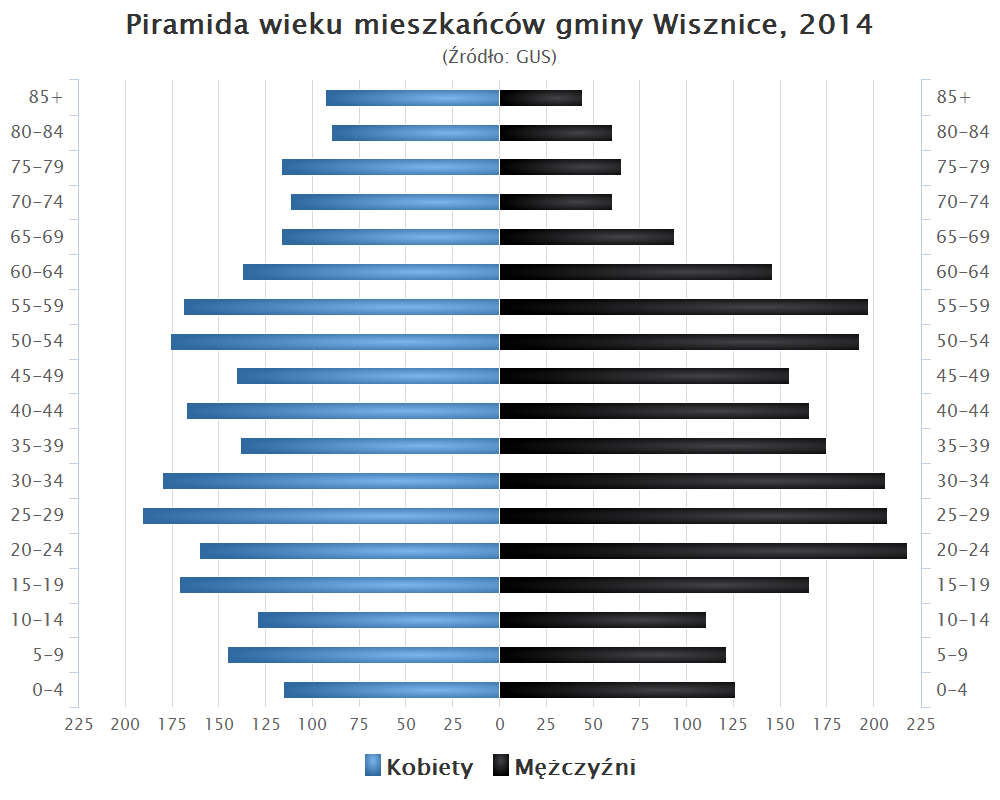
Piramida wieku mieszkańców gminy Wisznice w 2014 roku

Dane z 30 czerwca 2004:
| Opis                              | Ogółem | Ogółem | Kobiety | Kobiety | Mężczyźni | Mężczyźni |
| --------------------------------- | ------ | ------ | ------- | ------- | --------- | --------- |
| jednostka                         | osób   | %      | osób    | %       | osób      | %         |
| populacja                         | 5249   | 100    | 2689    | 51,2    | 2560      | 48,8      |
| gęstość zaludnienia (mieszk./km²) | 30,3   | 30,3   | 15,5    | 15,5    | 14,8      | 14,8      |

| Sołectwa              | Mężczyźni | Kobiety | Razem |
| --------------------- | --------- | ------- | ----- |
| Curyn                 | 98        | 108     | 206   |
| Dołholiska            | 35        | 27      | 62    |
| Dubica Dolna          | 125       | 114     | 241   |
| Dubica Górna          | 210       | 191     | 401   |
| Horodyszcze           | 431       | 413     | 844   |
| Kolonia Wisznice      | 123       | 122     | 245   |
| Małgorzacin           | 32        | 28      | 60    |
| Marylin               | 48        | 46      | 94    |
| Łyniew                | 106       | 116     | 222   |
| Polubicze Dworskie    | 78        | 83      | 161   |
| Polubicze Wiejskie I  | 150       | 170     | 320   |
| Polubicze Wiejskie II | 172       | 153     | 325   |
| Ratajewicze           | 90        | 87      | 177   |
| Rowiny                | 91        | 91      | 182   |
| Wisznice              | 777       | 782     | 1559  |
| Wygoda                | 197       | 245     | 442   |
| Razem                 | 2727      | 2814    | 5541  |

## Przynależność administracyjna
Od 1795 teren gminy Wisznice znajdował się pod zaborem austriackim w cyrkule bialskim. Od 1804 roku w okręgu włodawskim w cyrkule włodawskim. Od 1810 w powiecie włodawskim w departamencie siedleckim. Od roku 1816 do 1844 teren gminy należą; do powiatu włodawskiego, który był częścią obwodu radzyńskiego województwa podlaskiego (do 1837) guberni podlaskiej (1837–1844). W latach 1844–1866 teren gminy był częścią okręgu włodawskiego w powiecie radzyńskim w guberni lubelskiej. 1 stycznia 1867 teren gminy został wyłączony z reaktywowanego powiatu włodawskiego w guberni siedleckiej w tym stanie dotrwał do 1912 roku gdy znalazł się w guberni chełmskiej. Po w latach 1918–1939 i 1944–1975 gmina była częścią powiatu włodawskiego woj. lubelskiego. Do 1999 r. wchodziła w skład woj. bialskopodlaskiego a od 1999 r. jest częścią powiatu bialskiego woj. lubelskiego.

## Sołectwa
Curyn, Dołholiska, Dubica Dolna, Dubica Górna, Horodyszcze, Łyniew, Małgorzacin, Marylin, Polubicze Dworskie, Polubicze Wiejskie Drugie, Polubicze Wiejskie Pierwsze, Ratajewicze, Rowiny, Wisznice, Wisznice-Kolonia, Wygoda.

## Sąsiednie gminy
Jabłoń, Komarówka Podlaska, Łomazy, Milanów, Podedwórze, Rossosz, Sosnówka